# Прапор Печенізького району
Пра́пор Печені́зького райо́ну — офіційний символ Печенізького району Харківської області, затверджений 20 липня 2000 року рішенням сесії Печенізької районної ради.

## Опис
Прапор являє собою прямокутне біле полотнище, що має співвідношення сторін 2:3 і зображення Георгія Переможця на коні, який перемагає змія, в центрі.